# NGC 2685
NGC 2685 es una galaxia lenticular barrada situada en la constelación de la Osa Mayor a una distancia de 40 millones de años luz de la Vía Láctea. y visible con telescopios de aficionado.
Se caracteriza por ser un ejemplo de las raras galaxias con anillo polar, un tipo de galaxia caracterizada por estar rodeada por varios anillos de estrellas jóvenes, gas, y polvo perpendiculares a su semieje mayor que se piensa pueden haber surgido tras la captura de una galaxia menor rica en gas, estructuras que explican por su aspecto que NGC 2685 sea también conocida cómo la Galaxia de la Hélice ó Galaxia de la Tortita.